# Sci-Fi News
A Sci-Fi News foi uma revista mensal brasileira dedicada à cobertura de notícias no universo da ficção científica, particularmente em suas manifestações no cinema, TV, DVD e blu-ray.

## Edições
A primeira edição da Sci-Fi News surgiu como uma revista sobre ficção científica e fantasia (nos moldes da Starlog) em setembro de 1997 e trazia como destaque na capa, matéria sobre a série de TV X-Files, grande sucesso na época e que estrearia no cinema no ano seguinte.
Em 1998 lançou uma revista spin-off Sci-Fi Cinema que não durou muito tempo.
Em agosto de 2001, a revista publicou sua primeira edição dedicada exclusivamente a contos de FC, tendo novamente na capa atores da série X-Files.

Em 2009, a revista passou por uma grande reformulação. Aumentou seu tamanho (23 x 30,6 cm) - aproximando-se do tamanho da Revista Rolling Stone - e mudou a diagramação.
Neste mesmo ano, a Sci-Fi News lançou três especiais sobre a série de livros e filmes Crepúsculo.
Entre os colaboradores mais frequentes, estão Marcio Baraldi, Helena Ferreira, Gus Archer, Dan Auguste, W. Edech e Andrea Cangioli.

## Livros e Contos
Em 1998 publicou pelo selo Sci Fi Books, os livros Planeta X de Michael Jan Friedman com capa de Roger Cruz, livro que mostrava um crossover entre os X-Men e personagens de Jornada nas Estrelas A Nova Geração e o livro O Retorno do Capitão Kirk, co-escrito por William Shatner.
Em 1999 publicou o livro Star Wars Episódio I: A Ameaça Fantasma romantização do filme homônimo.
Em 2000 foi a vez das romantizações de Titan A.E. e Star Trek: Insurrection e Shadows of the Empire.